# Bonanza (película)
Bonanza es una película coral mexicana del año 2022, escrita y dirigida por Luis Robledo, siendo esta, la ópera prima del joven cineasta reynosense. Está protagonizada por María Fernández, Jared Ventura, Verónica Torres, Vicente Sánchez, Mario Arredondo, Jorge Inclán Rodríguez, Miguel Arteaga y Keyla Rodríguez.
La película es producida y distribuida en su totalidad por Van Yareds, casa productora independiente, originaria de Reynosa, Tamaulipas.

## Argumento
Ángel Díaz, un joven de 18 años de edad, afronta la separación de sus padres, una situación que le acompleja demasiado, al grado de cambiar sus pensamientos y personalidad. Comienza a vivir una situación de frustración, ansiedad y depresión, la cual intenta evadir con su amigo Jorge, con quien mata el tiempo fumando marihuana y platicando de asuntos que les hagan desahogarse.
Ángel descubre la verdad de la situación por medio de su misma madre; Teresa, la madre de Ángel, le ha sido infiel a Fernando, el padre de Ángel. Esto deja al protagonista con pensamientos que le nublan aún más su perspectiva, generando así, un odio a su madre que le hace alejarse de ella.
En el proceso de distanciamiento con su madre, Ángel recibe un mensaje de su amigo de infancia Santiago y le pide que se vean para poder platicar. Una vez encontrándose, Santiago comienza a contarle a Ángel los planes que tenía en corto plazo y el motivo por el cual quería realizar tales acciones, Ángel anonadado por lo que escucha de su amigo, le pide que piense bien en sus futuros quehaceres, ya que le podrían perjudicar gravemente. Santiago se disgusta ante la reacción y respuesta de su amigo, por lo que, decide irse y dejar a Ángel, dándole a entender que está decidido de su acción.
Por otro lado, tenemos a Andrómeda, una chica de 19 años muy apegada a la religión debido a la costumbre de su padre Miguel. Andrómeda está viviendo una etapa de mucha incertidumbre, debido a que su padre se encuentra hospitalizado de gravedad. Ella se encuentra en constante soledad en su casa por mucho tiempo, esperando recibir cada día más novedades de su papá; a su vez, está continuamente pidiendo en oración que su padre sea protegido y pueda regresar pronto a casa.
Ahora bien, estos dos personajes principales (Ángel y Andrómeda) tienen una conexión que, en ese momento de sus vidas desconocían. Hasta que un suceso trágico les hace conocer sus nuevos lazos; Miguel, el padre de Andrómeda, resulta ser el amante de la madre de Ángel. Dichos hechos, generaron que Fernando, el padre de Ángel, hiriera de gravedad a Miguel, el papá de Andrómeda, teniendo así, la relación de personajes por medio de diversos actos.
Santiago por fin se atreve a llevar a cabo dicho plan que le comentó a su Ángel. Entra a robar a una casa, y en el acto del robo, entra el propietario de la misma, y con mucha adrenalina y sin pensar las consecuencias, ataca en defensa propia a Santiago, matándolo al instante.
Ángel intenta contactarlo durante semanas, claramente sin tener respuesta alguna. Esto hace que Ángel decida ir a la casa de Santiago para saber qué estaba sucediendo; al llegar a la casa de su amigo, sale Fernanda, la hermana de Santiago. Fernanda, al estar siendo cuestionada por Ángel por la ausencia de su amigo, le hace saber del deceso de Santiago. Ángel se entristece ante la situación, e incrédulo, sigue cuestionando a Fernanda y contándole lo que Santiago le había comentado. Fernanda, confundida por lo que Ángel le cuenta, comienza a decirle hechos que le hicieron saber que lo que Santiago le había dicho aquella ocasión de su situación económica y demás, eran mentira, únicamente para dar lástima y llamar la atención. Ángel decide irse y regresar a su casa aún sin poder creerlo.
En otro salto narrativo, encontramos como Andrómeda sigue aferrada a la idea del regreso y la mejora de su papá. En ese momento, Andrómeda recibe una llamada de Teresa, su padre ha fallecido. Esto crea un duelo en la chica, generando poco a poco la dureza en su corazón y constantes dudas acerca de sus ideologías y Dios. Andrómeda, estando en estado de crisis existencial decide cenar con Teresa. Teresa comienza a hacerle platica para que ella pueda sentirse mejor, no obstante, no lo logra. Se genera una tensión difícil en la mesa debido a que Andrómeda, con mala actitud, comienza a cuestionarle a Teresa sobre Dios y las ideologías que su padre le inculcó. Teresa sabiamente le hace conocer una verdad que debe resolver en su vida que, hace cuestionarse a Andrómeda un par de aspectos en su vida.
Días después, Andrómeda decide entrar al cuarto de su padre después de mucho tiempo, y entre la nostalgia de ver sus cosas, encuentra una caja llena de casetes que le dieron mucha curiosidad. Decide llevarlos a su cuarto y escucharlos en su reproductor de casetes. Encuentra un casete con una cinta que tenía inscrito 6 AÑOS, y decide escucharlo. Al escuchar la cinta, se da cuenta de que es su padre diciéndole unas palabras que le reconfortan totalmente y le recuerdan quién es y quién debe ser siempre.
Al día siguiente, Andrómeda y Teresa deciden salir a pasear. En medio de la plática, Teresa le hace saber a Andrómeda que ella sabía de los casetes que su padre tenía en su cuarto, pues eran una sorpresa que le estaba preparando. También le entrega una carta que su padre le hizo a Andrómeda antes de fallecer, y al estar leyendo Andrómeda la carta, Teresa levanta su mirada y alcanza a ver a su hijo Ángel, a quien llevaba mucho tiempo sin ver, debido a la decisión de Ángel y azares del destino. Ángel alcanza a ver a su madre a lo lejos; y al estar ambos mirándose, comienzan a caminar para encontrarse. Ángel y Teresa se detienen y se encuentran frente a frente; Ángel con muchos sentimientos encontrados, deja su orgullo y decide acercarse a su madre; ambos se abrazan, dejando sus diferencias atrás.

## Reparto
- María Fernández como Andrómeda.
- Jared Ventura como Ángel Díaz.
- Verónica Torres como Teresa Díaz.
- Vicente Sánchez como Santiago.
- Mario Arredondo como Fernando.
- Miguel Arteaga como Miguel.
- Jorge Inclán Rodríguez como Jorge.
- Keyla Rodríguez como Fernanda.

## Preproducción
En febrero del 2021, Luis Robledo anunció que estaba terminado el guion de la película, y que iniciaría pronto la preproducción de la misma. Dicho esto, en marzo del mismo año se comenzó el proceso creativo del filme, y a su vez, se reclutó al equipo de producción y se realizó el casting. En el mes de abril se hicieron los procesos de selección de actores y sus respectivas sesiones fotográficas para dar inicio a la promoción del largometraje.
A finales de abril se iniciaron los ensayos con los actores, a cargo de María Fernanda González, Luis Robledo y Alejandro Arista, finalizando en junio.

## Producción
El inicio del rodaje estaba programado para el 23 de junio del 2021, sin embargo, se pospusieron a una semana más, debido a situaciones de riesgo en la ciudad de producción. Una vez iniciando la filmación de la película el 30 de junio, ésta tuvo una duración de dos meses, finalizando el 21 de agosto. Toda la película fue filmada en la ciudad de Reynosa, Tamaulipas.

## Posproducción
El montaje de la película fue realizado por el mismo director del filme, en compañía de Julio Flores. La edición del filme se fue realizando conforme la película iba siendo grabada, se editaba en proyectos distintos y se terminó ensamblando al final en uno solo.
La película al final contó con un total de 8 cortes, hasta llegar a su corte final para su estreno mundial.

## Preestreno
Bonanza tuvo su primera proyección en una sala de Cinemex de la ciudad Reynosa, el 17 de septiembre del 2021, con una recepción de 100 personas, siendo todos amigos, familiares y conocidos de los mismos participantes de la cinta. La proyección fue el primer corte de la cinta.

## Estreno mundial
El 1 de septiembre, la cinta tuvo su premier en Reynosa, para posteriormente, el viernes 2 de septiembre tuviera su estreno digital por medio de YouTube y Prime Video. 
La película tuvo un gran recibimiento de manera digital, obteniendo en el primer fin de semana más de siete mil reproducciones en las plataformas.; para la segunda semana el largometraje contaba con más de 15 mil reproducciones.

## Premios
La película recibió 10 galardones en festivales de cine internacional y fue exhibida en Toronto, Londres, Rusia, México y Estados Unidos.
- Selección Oficial - Lift-Off Global Sessions (Londres).
- Selección Oficial - Festival de Cine Sin Límites (México).
- Selección Oficial - Desert Film Festival (México).
- Selección Oficial - Toronto Multicultural Film Festival (EU).
- Selección Oficial - Rome Prisma Film Festival (Roma).
- Selección Oficial - Imbibe Cinema Film Festival (EU).
- Selección Oficial - Festival de Cine Mexicano Tamatán (México).
- Mención Honorífica - HALO International Film Festival (Rusia).
- Mención Honorífica - Student World Impact Film Festival (EU).
- Fuera de Competencia - Sundance Film Festival.

## Bonanza hoy en día
La película superó las 60 mil reproducciones en la plataforma de YouTube y sigue exhibiéndose en algunos festivales fuera de competencia.